# Gare d'Aizenay
La gare d'Aizenay est une gare ferroviaire française de la ligne Nantes-État à La Roche-sur-Yon par Sainte-Pazanne, située sur le territoire de la commune d'Aizenay, dans le département de Vendée en région Pays de la Loire.

## Situation ferroviaire
Établie à 66 mètres d'altitude, la gare d'Aizenay est située au point kilométrique (PK) 93,77 de la ligne de Nantes-État à La Roche-sur-Yon par Sainte-Pazanne, entre les gares de Commequiers et de La Roche-sur-Yon.

## Histoire
La gare d’Aizenay fut inaugurée le 20 septembre 1880 par la Compagnie des chemins de fer nantais,, à l’occasion de la mise en exploitation de la ligne ferroviaire reliant Nantes à La Roche-sur-Yon, desservant notamment Sainte-Pazanne et Challans. Intégrée ultérieurement au réseau des chemins de fer de l’État, cette voie permettait également des embranchements vers Pornic et Saint-Gilles-Croix-de-Vie. Dès 1865, la municipalité s’était prononcée en faveur de l’établissement d’une gare sur son territoire. Toutefois, les travaux subirent d’importants délais, en raison de difficultés pécuniaires ainsi que de dissensions relatives au tracé. Une pétition communale contribua à fixer définitivement l’emplacement de l’édifice, établi à proximité immédiate du centre-bourg.
Durant son apogée, plus précisément au cours des années 1960, la gare constituait un pôle d’activité des plus animés, accueillant quotidiennement sept convois ferroviaires : six trains de voyageurs — deux matutinaux, deux circulant en mi-journée et deux vespéraux — ainsi qu’un train affecté au transport de marchandises. L’infrastructure comprenait un bureau destiné au chef de gare, une salle d’attente, un guichet, des espaces dévolus à l’enregistrement et au stockage des colis, ainsi qu’un logement de fonction situé à l’étage. Une lampisterie, où était entreposé le pétrole nécessaire à l’alimentation des lanternes des trains, et une cave aménagée sous un tertre artificiel venaient compléter les installations. Deux voies de garage, un quai doté d’un hangar et d’une grue de chargement figuraient également parmi les équipements annexes.
Dès les années 1970, l’activité de la gare périclite insensiblement, parallèlement à la raréfaction du trafic des convois. Ultime vestige de cette époque, un train transportant des vendangeuses s’y ébranle une dernière fois en 1992,, scellant ainsi la cessation définitive du service ferroviaire. Les rails sont déposés en 1997 par un ferrailleur, et l’assiette foncière est acquise par le Département de la Vendée, qui y aménage une voie cyclable reliant La Roche-sur-Yon à Coëx. Après une longue période de désuétude, la municipalité d’Aizenay confie à l’architecte Bernard Crozel le soin de métamorphoser l’édifice en un office de tourisme. Cette mutation, inaugurée dans les années 2000, insuffle une nouvelle vie aux murs désaffectés, désormais intégrés de jure au réseau touristique de la communauté de communes Vie et Boulogne.
Depuis sa reconversion, l’ancienne gare accueille désormais l’office de tourisme Vie et Boulogne, établi à l’emplacement même de l’antique bureau du chef de gare. Les vestiges de sa vocation ferroviaire subsistent en plusieurs endroits, notamment par le biais de la piste cyclable départementale, aménagée sur le tracé de la défunte voie ferrée. Par ailleurs, une activité de vélo-rail, fort prisée des estivants, a été instaurée sur le tronçon reliant Coëx à Commequiers.